# Mark Greaney

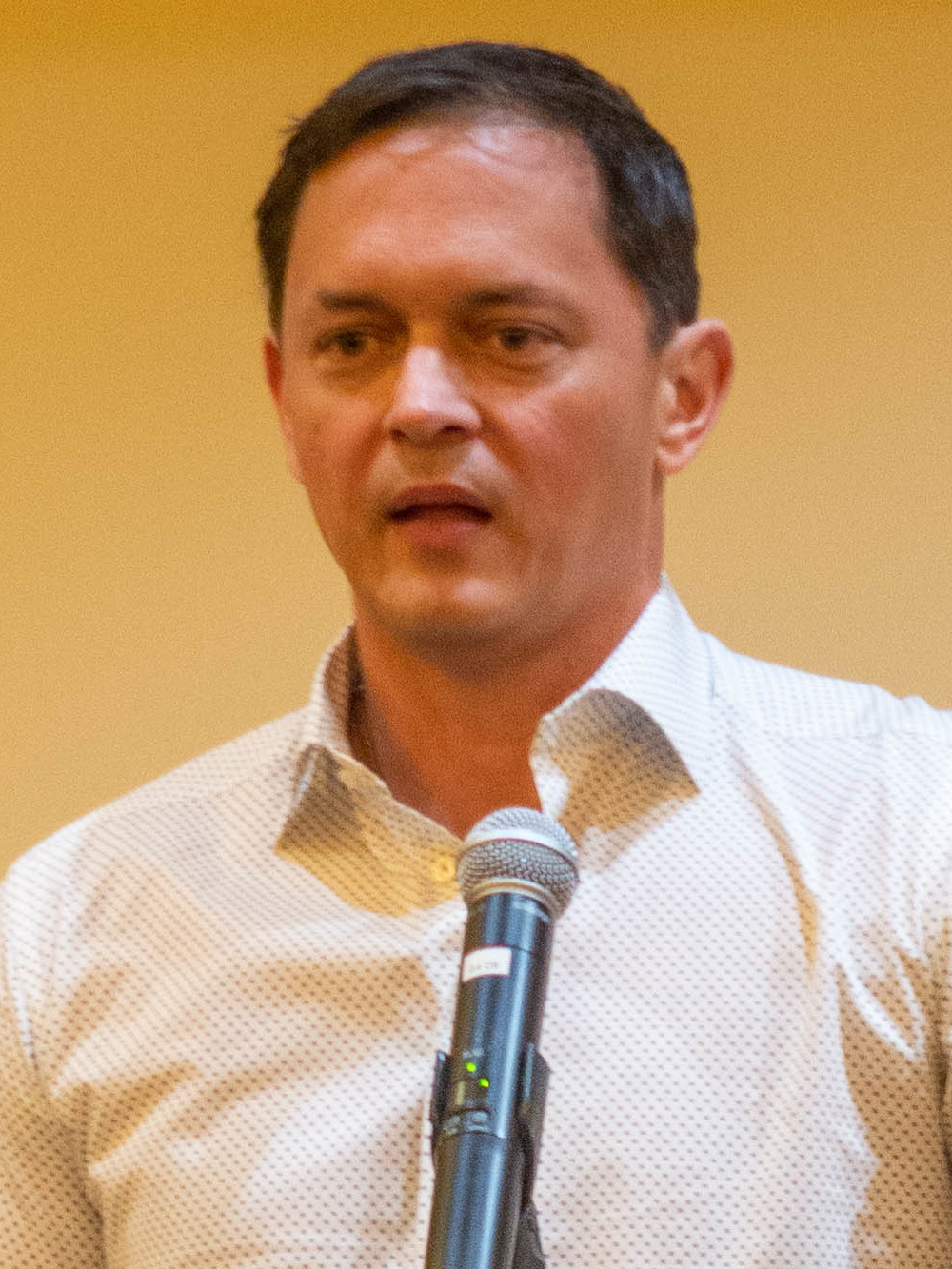
Mark Greaney

Mark Greaney (* 25. Oktober 1967 in Memphis, Tennessee) ist ein amerikanischer Autor, der  an der Seite von Tom Clancy bekannt wurde. Gemeinsam mit ihm hat er die letzten drei Bücher der Jack-Ryan-Serie verfasst. Nach dem Tod von Tom Clancy im Jahr 2013 verfasste er weitere Bücher über Jack Ryan und führte gemeinsam mit anderen Autoren die Geschichte von Jack Ryan fort.
Seit 2009 schreibt Greaney eine eigene Bücher-Serie über den Gray Man, deren Auftaktroman 2022 unter dem Titel The Gray Man verfilmt wurde.
Mark Greaney studierte Politikwissenschaften und Internationale Beziehungen. Er lebt in Memphis, Tennessee, USA.

## Veröffentlichungen

### Tom Clancy
- Ziel erfasst (orig: Locked On) gemeinsam mit Tom Clancy
- Gefahrenzone (orig: Threat Vector) gemeinsam mit Tom Clancy
- Kampf um die Krim (orig: Command Authority) gemeinsam mit Tom Clancy
- Der Campus (orig: Support and Defend)
- Mit aller Gewalt (orig: Full Force and Effect)
- Die Macht des Präsidenten (orig: Commander in Chief)
- Anschlag auf den Präsidenten (orig: True Faith and Allegiance)

### Gray Man
- Unter Killern. Festa Verlag, 2022 (amerikanisches Englisch: The Gray Man. 2009.).
- Unter Beschuss. Festa Verlag, 2022 (amerikanisches Englisch: On Target. 2010.).
- Tod eines Freundes. Festa Verlag, 2022 (amerikanisches Englisch: Ballistic. 2011.).
- Deckname Dead Eye. Festa Verlag, 2022 (amerikanisches Englisch: Dead Eye. 2013.).
- Operation Back Blast. Festa Verlag, 2022 (amerikanisches Englisch: Back Blast. 2013.).
- Tödliche Jagd. Festa Verlag, 2022 (amerikanisches Englisch: Gunmetal Gray. 2017.).
- Undercover in Syrien. Festa Verlag, 2024 (amerikanisches Englisch: Agent in Place. 2018.).
- Mission Critical. 2019.
- One Minute Out. 2020.
- Relentless. 2021.
- Sierra Six. 2022.
- Burner. 2023.

### Einzelromane
- Red Metal, mit Ripley Rawlings IV. 2019.